# Juana Ginzo Gómez
Juana Ginzo Gómez (Madrid, 21 de juliol de 1922 - Madrid, 27 d'agost de 2021) va ser una actriu i locutora radiofònica espanyola.

## Biografia
Després de finalitzar la guerra civil va treballar netejant cases per guanyar-se la vida fins que el 1946, després de presentar-se al concurs de descobriment de nous talents, Tu carrera es la radio, va poder integrar-se en la plantilla d'actors de Radio Madrid (Cadena SER). Els anys següents va arribar a convertir-se en una de les veus més emblemàtiques de la ràdio espanyola. Especialment popular des de 1953 amb Diego Valor i sobretot des de 1959 quan va començar a interpretar el serial radiofònic Ama Rosa, de Guillermo Sautier Casaseca, que va arribar a convertir-se en un autèntic fenomen sociològic i que amb la seva emissió diària paralitzava l'activitat del país, pendent de les peripècies del personatge.
Gràcies al seu èxit radiofònic va poder també intervenir en algunes pel·lícules com a Novio a la vista (1954), de Luis García Berlanga, Los ladrones somos gente honrada (1956) i El tigre de Chamberí (1957) o més recentment, Bearn o La sala de les nines (1983), de Jaime Chávarri, Werther (1986), de Pilar Miró, La estanquera de Vallecas (1987), de Eloy de la Iglesia i Antártida (1995), de Manuel Huerga.
La seva últimes activitats enfront d'un micròfon van ser les seves col·laboració, primer amb Concha García Campoy a Días de radio (1993), d'Antena 3 Radio i més tard, entre 1999 i 2003 al programa Lo que es la vida que presentava Nieves Herrero a Radio Nacional de España.

## Premis i reconeixements
- Premi Ondas a la millor actriu el 1957.[2]
- Antena de Oro 1971.
- Medalla d'or al mèrit en el treball (2005).

## Llibres publicats
- Mis días de radio. (2004)
- Parejas: el amor y otras libertades. (2002)
- La pasión de vivir con un montón de años. (2000)

## Llegat
La ciutat de Ponferrada li va dedicar un carrer en reconeixement de la seva carrera a les ones, així com a altres artistes radiofònics i altres personalitats, al nou barri de la ciutat, La Rosaleda.